# Rhynchoglossum klugioides
Rhynchoglossum klugioides är en tvåhjärtbladig växtart som beskrevs av Charles Baron Clarke. Rhynchoglossum klugioides ingår i släktet Rhynchoglossum och familjen Gesneriaceae. Inga underarter finns listade i Catalogue of Life.